# 489P/Denning
489P/Denning (dawniej D/1894 F1) – kometa krótkookresowa, należąca do rodziny Jowisza (również obiekt typu NEO). Długo uznawana za zaginioną, została odnaleziona w 2007 i zidentyfikowana w 2024 roku.

## Odkrycie
Kometa została odkryta 26 marca 1894 roku przez Williama Fredericka Denninga. Ostatni raz widziano ją 5 czerwca tego samego roku i od tej pory nie była obserwowana przez ponad 100 lat; jako zagubiona dostała oznaczenie D/1894 F1 (Denning). 17 kwietnia 2007 roku przegląd nieba LINEAR wykrył obiekt 2007 HE4, który został uznany za planetoidę przecinające orbitę Marsa. W wyniku dalszych badań obiekt udało się zidentyfikować z zaginioną kometą Denninga. Prawdopodobnie Denning zaobserwował ją podczas wybuchu, kiedy kometa znajdowała się ok. 0,4 au od Ziemi.

## Orbita komety
Orbita komety ma kształt elipsy o mimośrodzie 0,65. Jej peryhelium znajduje się w odległości 1,57 au, aphelium zaś 7,31 au od Słońca. Jej okres obiegu wokół Słońca wynosi 9,3 roku, nachylenie do ekliptyki ma wartość 4,01°.